# مقاطعة غولدن فالي (مونتانا)
مقاطعة غولدن فالي (بالإنجليزية: Golden Valley County)‏ هي إحدى مقاطعات ولاية مونتانا في الولايات المتحدة الأمريكية.